# Puchar CEV siatkarek (2011/2012)
Puchar CEV siatkarek 2011/2012 – 5. sezon turnieju rozgrywanego od 2007 roku, organizowanego przez Europejską Konfederację Piłki Siatkowej (CEV) w ramach europejskich pucharów dla żeńskich klubowych zespołów siatkarskich "starego kontynentu".

## Drużyny uczestniczące
- Robur Tiboni Volley Urbino
- Busto Arsizio
- Urałoczka-NTM Jekaterynburg
- Dinamo Kranosdar
- İller Bankası Bayan Voleybol Takımı
- Galatasaray SK
- Istres Ouest Provence Volley-Ball
- Entente Sportive Le Cannet-Rocheville
- Aluprof Bielsko-Biała
- Sagres Neuchatel Université
- VFM Franches-Montagnes
- Vizura Belgrad
- Radnički Belgrad
- ŽOK Split 1700
- ŽOK Vukovar
- CS Știința Bacău
- Dinamo Bukareszt
- ASKÖ Linz-Steg
- SVS Post Schwechat
- Olympiakos Pireus
- AEK Ateny
- Rote Raben Vilsbiburg
- VC Stuttgart
- Asterix Kieldrecht
- Nova KBM Branik Maribor
- Apollon Limassol
- VK Královo Pole Brno
- Jedinstvo Brcko
- LP Viesti Salo
- İqtisadçı Baku
- Neve Shanan Haifa
- Chimik Jużne

- CS Volei 2004 Tomis Konstanca
- Crvena zvezda Belgrad
- ASPTT Miluza
- Schweriner SC

## Rozgrywki

### 1/16 finału
| Data       | Drużyna 1              | Wynik | Drużyna 2                   | Sety                               |
| ---------- | ---------------------- | ----- | --------------------------- | ---------------------------------- |
| 29.11.2011 | Olympiakos Pireus      | 0:3   | Urałoczka-NTM Jekaterynburg | 18:25, 18:25, 11:25                |
| 08.12.2011 | Olympiakos Pireus      | 0:3   | Urałoczka-NTM Jekaterynburg | 17:25, 10:25, 21:25                |
| 29.11.2011 | İqtisadçı Baku         | 3:0   | Dinamo Bukareszt            | 25:16, 25:21, 25:10                |
| 07.12.2011 | İqtisadçı Baku         | 3:2   | Dinamo Bukareszt            | 30:28, 22:25, 19:25, 25:14, 15:11  |
| 29.11.2011 | AEK Ateny              | 3:1   | Vizura Belgrad              | 25:23, 27:29, 25:19, 25:16         |
| 06.12.2011 | AEK Ateny              | 3:1   | Vizura Belgrad              | 25:11, 25:18, 24:26, 25:21         |
| 30.11.2011 | VFM Franches-Montagnes | 1:3   | Robur Tiboni Urbino         | 25:23, 19:25, 16:25, 22:25         |
| 07.12.2011 | VFM Franches-Montagnes | 0:3   | Robur Tiboni Urbino         | 23:25, 21:25, 22:25                |
| 30.11.2011 | Kralovo Pole Brno      | 2:3   | Nova KBM Branik Maribor     | 25:23, 14:25, 25:18, 18:25, 9:15   |
| 07.12.2011 | Kralovo Pole Brno      | 2:3   | Nova KBM Branik Maribor     | 25:13, 25:20, 20:25, 13:25, 8:15   |
| 30.11.2011 | Istres Volley-Ball     | 3:1   | VC Stuttgart                | 25:22, 15:25, 25:20, 25:22         |
| 06.12.2011 | Istres Volley-Ball     | 1:3   | VC Stuttgart                | 18:25, 25:17, 17:25, 21:25, (7:15) |
| 30.11.2011 | Aluprof Bielsko-Biała  | 3:0   | İller Bankası               | 25:13, 25:12, 25:18                |
| 07.12.2011 | Aluprof Bielsko-Biała  | 3:2   | İller Bankası               | 19:25, 25:7, 18:25, 25:23, 15:7    |
| 30.11.2011 | Hapoël Névé Shaanan    | 0:3   | Asteríx Kieldrecht          | 18:25, 21:25, 15:25                |
| 07.12.2011 | Hapoël Névé Shaanan    | 0:3   | Asteríx Kieldrecht          | 14:25, 15:25, 12:25                |
| 30.11.2011 | Askö-Linz              | 1:3   | CS Știința Bacău            | 24:26, 23:25, 25:20, 14:25         |
| 07.12.2011 | Askö-Linz              | 0:3   | CS Știința Bacău            | 11:25, 18:25, 22:25                |
| 30.11.2011 | Jedintsovo Brčko       | 0:3   | Post Schwechat              | 12:25, 15:25, 14:25                |
| 07.12.2011 | Jedintsovo Brčko       | 1:3   | Post Schwechat              | 22:25, 25:23, 13:25, 21:25         |
| 30.11.2011 | Raben Vilsbiburg       | 3:0   | Chimik Jużne                | 25:19, 25:19, 26:24                |
| 08.12.2011 | Raben Vilsbiburg       | 3:1   | Chimik Jużne                | 21:25, 25:18, 25:17, 25:23         |
| 01.12.2011 | LP Viesti Salo         | 3:0   | ŽOK Vukovar                 | 25:16, 25:17, 25:21                |
| 08.12.2011 | LP Viesti Salo         | 3:0   | ŽOK Vukovar                 | 25:22, 25:12, 25:20                |
| 01.12.2011 | FV Busto Arsizio       | 3:0   | ES Le Cannet                | 25:19, 25:16, 25:19                |
| 06.12.2011 | FV Busto Arsizio       | 3:0   | ES Le Cannet                | 25:16, 25:11, 25:15                |
| 01.12.2011 | Galatasaray Stambuł    | 3:0   | Apollon Limassol            | 25:11, 25:14, 25:20                |
| 08.12.2011 | Galatasaray Stambuł    | 3:0   | Apollon Limassol            | 25:15, 25:14, 25:18                |
| 01.12.2011 | Neuchâtel Université   | 3:1   | Radnički Belgrad            | 23:25, 25:20, 26:24, 27:25         |
| 07.12.2011 | Neuchâtel Université   | 3:2   | Radnički Belgrad            | 25:17, 25:21, 11:25, 19:25, 15:12  |
| 01.12.2011 | ŽOK Split              | 1:3   | Dinamo Krasnodar            | 25:21, 7:25, 14:25, 18:25          |
| 07.12.2011 | ŽOK Split              | 0:3   | Dinamo Krasnodar            | 7:25, 13:25, 11:25                 |

### 1/8 finału
| Data       | Drużyna 1                   | Wynik | Drużyna 2               | Sety                                       |
| ---------- | --------------------------- | ----- | ----------------------- | ------------------------------------------ |
| 10.01.2012 | Robur Tiboni Urbino         | 3:0   | Nova KBM Branik Maribor | 25:17, 25:18, 25:21                        |
| 18.01.2012 | Robur Tiboni Urbino         | 3:0   | Nova KBM Branik Maribor | 23:25, 26:24, 25:20, 25:18                 |
| 11.01.2012 | LP Viesti Salo              | 3:2   | VC Stuttgart            | 28:26, 20:25, 17:25, 25:23, 15:11          |
| 17.01.2012 | LP Viesti Salo              | 0:3   | VC Stuttgart            | 18:25, 18:25, 21:25, (7:15)                |
| 11.01.2012 | Urałoczka-NTM Jekaterynburg | 3:0   | Aluprof Bielsko-Biała   | 25:9, 25:15, 27:25                         |
| 18.01.2012 | Urałoczka-NTM Jekaterynburg | 0:3   | Aluprof Bielsko-Biała   | 25:27, 24:26, 17:25, (8:15)                |
| 10.01.2012 | FV Busto Arsizio            | 3:0   | İqtisadçı Baku          | 26:24, 25:17, 27:25                        |
| 17.01.2012 | FV Busto Arsizio            | 3:2   | İqtisadçı Baku          | 25:21, 20:25, 25:19, 18:25, 15:13          |
| 10.01.2012 | Galatasaray Stambuł         | 3:0   | Asteríx Kieldrecht      | 25:17, 25:21, 25:23                        |
| 17.01.2012 | Galatasaray Stambuł         | 2:3   | Asteríx Kieldrecht      | 25:23, 14:25, 18:25, 25:18, 11:15, (15:12) |
| 11.01.2012 | AEK Ateny                   | 3:1   | Neuchâtel Université    | 25:23, 23:25, 25:16, 25:19                 |
| 17.01.2012 | AEK Ateny                   | 3:2   | Neuchâtel Université    | 25:16, 24:26, 25:17, 22:25, 15:8           |
| 12.01.2012 | Post Schwechat              | 3:0   | CS Știința Bacău        | 27:25, 25:22, 25:21                        |
| 18.01.2012 | Post Schwechat              | 3:0   | CS Știința Bacău        | 25:22, 25:20, 25:9                         |
| 12.01.2012 | Raben Vilsbiburg            | 1:3   | Dinamo Krasnodar        | 25:27, 16:25, 26:24, 16:25                 |
| 17.01.2012 | Raben Vilsbiburg            | 3:2   | Dinamo Krasnodar        | 15:25, 14:25, 25:21, 25:23, 15:13, (14:16) |

### 1/4 finału
| Data       | Drużyna 1             | Wynik | Drużyna 2           | Sety                                |
| ---------- | --------------------- | ----- | ------------------- | ----------------------------------- |
| 01.02.2012 | VC Stuttgart          | 0:3   | Robur Tiboni Urbino | 22:25, 21:25, 25:27                 |
| 08.02.2012 | VC Stuttgart          | 1:3   | Robur Tiboni Urbino | 25:23, 21:25, 14:25, 19:25          |
| 31.01.2012 | Aluprof Bielsko-Biała | 3:2   | FV Busto Arsizio    | 26:24, 25:20, 19:25, 15:25, 15:7    |
| 09.02.2012 | Aluprof Bielsko-Biała | 1:3   | FV Busto Arsizio    | 25:23, 17:25, 14:25, 19:25, (13:15) |
| 01.02.2012 | Galatasaray Stambuł   | 3:0   | AEK Ateny           | 26:24, 25:14, 25:16                 |
| 08.02.2012 | Galatasaray Stambuł   | 3:0   | AEK Ateny           | 25:10, 25:9, 25:20                  |
| 01.02.2012 | Dinamo Krasnodar      | 3:0   | Post Schwechat      | 25:20, 25:22, 25:22                 |
| 07.02.2012 | Dinamo Krasnodar      | 3:0   | Post Schwechat      | 25:22, 25:21, 25:23                 |

### Runda Challenge
| Data       | Drużyna 1           | Wynik | Drużyna 2             | Sety                              |
| ---------- | ------------------- | ----- | --------------------- | --------------------------------- |
| 21.02.2012 | Galatasaray Stambuł | 3:0   | Crvena Zvezda Belgrad | 25:14, 25:19, 25:16               |
| 01.03.2012 | Galatasaray Stambuł | 3:0   | Crvena Zvezda Belgrad | 25:20, 25:18, 25:20               |
| 21.02.2012 | Tomis Konstanca     | 3:2   | Dinamo Krasnodar      | 25:23, 24:26, 25:21, 22:25, 15:13 |
| 01.03.2012 | Tomis Konstanca     | 3:1   | Dinamo Krasnodar      | 25:23, 25:18, 19:25, 25:22        |
| 22.02.2012 | Robur Tiboni Urbino | 3:1   | ASPTT Mulhouse        | 25:18, 25:20, 18:25, 28:26        |
| 28.02.2012 | Robur Tiboni Urbino | 3:0   | ASPTT Mulhouse        | 25:20, 25:23, 25:20               |
| 23.02.2012 | FV Busto Arsizio    | 3:2   | Schweriner SC         | 23:25, 25:16, 25:11, 22:25, 15:7  |
| 28.02.2012 | FV Busto Arsizio    | 3:1   | Schweriner SC         | 25:20, 25:22, 23:25, 25:20        |

### Półfinał
| Data       | Drużyna 1        | Wynik | Drużyna 2           | Sety                         |
| ---------- | ---------------- | ----- | ------------------- | ---------------------------- |
| 14.03.2012 | Tomis Konstanca  | 3:0   | Galatasaray Stambuł | 25:23, 25:23, 25:21          |
| 18.03.2012 | Tomis Konstanca  | 0:3   | Galatasaray Stambuł | 23:25, 18:25, 19:25, (11:15) |
| 13.03.2012 | FV Busto Arsizio | 3:1   | Robur Tiboni Urbino | 20:25, 25:21, 25:21, 25:14   |
| 17.03.2012 | FV Busto Arsizio | 3:0   | Robur Tiboni Urbino | 25:19, 28:26, 25:20          |

### Finał
| Data       | Drużyna 1           | Wynik | Drużyna 2        | Sety                               |
| ---------- | ------------------- | ----- | ---------------- | ---------------------------------- |
| 27.03.2012 | Galatasaray Stambuł | 3:1   | FV Busto Arsizio | 25:16, 22:25, 25:23, 25:22         |
| 31.03.2012 | Galatasaray Stambuł | 1:3   | FV Busto Arsizio | 19:25, 13:25, 25:23, 23:25, (9:15) |